# Kalliapseudes makrothrixoides
Kalliapseudes makrothrixoides är en kräftdjursart som beskrevs av Mihai Bacescu 1980. Kalliapseudes makrothrixoides ingår i släktet Kalliapseudes och familjen Kalliapseudidae. Inga underarter finns listade i Catalogue of Life.